# ТЕИАШ
ТЕИАШ или Турецкая корпорация по передаче электроэнергии (Türkiye Elektrik İletim A. Ş., сокращённо TEİAŞ) — государственный оператор системы распределения электроэнергии в Турции. Несмотря на то, что Турция имеет огромный период развития рыночной экономики, системы распределения энергии всегда оставались в государственной собственности'. В противовес ряду стран с низким ИЧРП, в том числе России где системы распределения электроэнергии приватизированы и контроллируются коммерческими структурами.

## История
В 2006 году Европейская сеть системных операторов передачи электроэнергии — ENTSO-E начала исследования технических условий для присоединения национальной сети Турции к энергосистеме континентальной Европы. Пробный период присоединения начался 18 сентября 2010 г., и после подписания долгосрочных соглашений присоединение к Европе стало постоянным.
Согласно исследованию, проведённому Университетом Сабанджи, к 2026 году 20 % электроэнергии в Турции будет производиться за счёт ветра и солнца без дополнительных затрат на передачу.
TEİAŞ распределяет субсидии некоторым гидроэлектростанциям низкой эффективности. Этот механизм подвергается критике так как поддержка условно зелёных гидроэлектростанций происходит за счёт работы угольных электростанций Турции. В идеале угольные электростанции не должны быть компенсаторами «зелёных» электростанций.

Единая энергосистема Европы на октябрь 2022 г..